# Астольф де Кюстін
Астольф Луї Леонор, маркіз де Кюстін (фр. Astolphe-Louis-Léonor, Marquis de Custine, *18 березня 1790, Нідервіллер — †25 вересня 1857, Париж) — французький аристократ (маркіз), мандрівник, письменник. Автор цікавих оповідань про свої подорожі Англією, Італією, Росією, Шотландією та Швейцарією. Найвідоміший твір — «Росія у 1839 році» (або ж «Миколаївська Росія» — такий переклад назви застосовувався в епоху колишнього СРСР). Приятелював з видатними сучасниками — Гете, Стендалем, Шатобріаном, Бальзаком, Шопеном та іншими.

## Життєпис

### Ранні роки життя
Астольф Кюстин народився у м. Нідервіллер, (Лотарингія), у знатній аристократичній родині, був другим сином Армана де Кюстіна і Дельфіни де Сабран. Його дід, Філіп де Кюстін був відомими генералом, учасником Семілітньої війни і Війни за незалежність Сполучених Штатів. Філіп де Кюстін підтримав Французьку революцію, однак під час терору за звинуваченнями у зраді був страчений на гільйотині у серпні 1793 року. Також у січні 1794 року був страчений і батько Астольфа — Арман, який намагався захистити генерала. Його мати протягом певного часу знаходилась у в'язниці і ледве не була страчена також, але після термідоріанського перевороту в липні 1794 року була звільнена.
Мати Астольфа, Дельфіна де Кюстін, була відома у Парижі своїм розумом і надзвичайною красою, відіграла у житті сина дуже важливу роль: була для нього не тільки вихователькою та вчителькою, але й другом до останніх днів її життя. Салон Дельфіна де Кюстін відвідували видатні політики і письменники того часу, серед них, мадам де Сталь, яка присвятила мадам де Кюстін свій роман «Дельфіна», майбутня імператриця Жозефіна, Жозеф Фуше та інші. У 1802 році Дельфіна стала коханкою відомого письменника і політика Франсуа-Рене де Шатобріана. Астольф ніколи не відвідував жодний навчальний заклад, його навчанням займалися приватні вчителі, а також значний внесок у формування майбутнього письменника внесли гості його матері — Шатобріан, Бальзак, Гюго та інші.

### Сімейне життя та подорожі
Мати Астольфа воліла перечекати наполеонівські війни за кордоном. Під час правління Наполеона, Астольфу вдалося уникнути військової служби завдяки протекції міністра внутрішніх справ Фуше. У 1810—1811 роках вони з сином подорожували по Німеччині та Швейцарії. У цей час Астольф поступив на службу до графа д'Артуа, майбутнього короля Карла Х, і з його свитою повернувся до Франції під час Реставрації Бурбонів. Служба у війську не приваблювала юнака і з часом йому вдалося отримати місце у дипломатичній місії Шарля Талейрана на Віденському конгресі 1815 року. Дипломатична робота також не приваблювала Астольфа і протягом наступних декількох років він подорожував Німеччиною, де серед інших познайомився з Гете.
15 травня 1821 року у результаті шлюбу, влаштованого Дельфіною, маркіз де Кюстін одружився з Леонтіною де Сен-Сімон де Куртюмер. У вересні 1822 року у них народився хлопчик, якого назвали Енгерран. Попри це, Астольф ніколи не приховував свої гомосексуальні уподобання: майже зразу після шлюбу він познайомився з англійцем Едуардом Сен-Барбом, подорожував разом з ним у 1823 році по Англії, а пізніше жив разом з ним в одному будинку з дружиною і матір'ю. Враження від цієї подорожі по Англії і Шотландії він описував у частих листах до своєї матері та до Шатобріана. Саме у них з'явилися перші ознаки літературного таланту та проникливого аналізу стану країн де Кюстіном, зокрема, він був першим, хто оцінив вплив Індустріальної революції на розвиток Великої Британії.
Відсутність будь-якого фаху чи роду занять молодого маркіза турбувала його матір, яка почала через своїх численних та впливових знайомих шукати можливості призначення Астольфа до палати перів парламенту, однак прикрий випадок із гомосексуальними зв'язками її сина поклав край цим намірам. 28 жовтня 1824 року Астольф де Кюстин мав побачення із молодим солдатом, однак інші військовослужбовці полку маючи намір захистити честь офіцера та провчити маркіза, напали на нього, побили й залишили напівроздягнутого та непритомного де Кюстіна на вулиці. Через цей скандал, про який писали майже всі газети Парижа маркіз вимушений був тимчасово покинути столицю й оселитися у родовому маєтку Фервак у Нормандії. «Відтоді і до кінця свого життя Кюстін фігурував у жорстоких плітках того часу, перш за все, як найвидатніший і найвідоміший гомосексуаліст Франції». Хоча літературні салони, на відміну від світських салонів, залишалися відкритими для Кюстіна, багато людей, які були з ним дружні, глузували з нього за його спиною. Його дипломатична кар'єра також була обірвана цим інцидентом.
У 1823 році у його дружини Леонтіни з'явилися перші ознаки захворювання на туберкульоз. Астольф залишався з жінкою до її смерті 17 липня 1823 року. Пізніше, у січні 1826 року несподівано помер і малолітній син маркіза. Також у цьому ж році 13 липня від раку шлунку померла і його мати Дельфіна. Астольф залишився із Сен-Барбом, з яким жив не криючись, ніби у шлюбі. Він залишатиметься з ним до кінця життя.

### Цитати
| Астольф де Кюстін: «московська вдача – це дикунська вдача, байдужа до святости даного слова, до всякого правдивого почування, до почуття справедливости. Все в ній – тріумфуюча брехня, облуда й обман, брак всякого морального сенсу, відсутність поняття права і обов’язку» |
| Астольф де Кюстін: «Блукаючи по Кремлю, ви починаєте вірити в надприродне. ... Кремль - зовсім не те, чим його зазвичай вважають. Це зовсім не національна святиня, де зібрані історичні скарби імперії. Це не твердиня, не благоговійно шанований притулок, де спочинуть святі, захисники батьківщини. Кремль менше і більше цього. Він просто житло привидів ... У всьому вигляді і безлад і свавілля, все видає ту постійну тривогу за свою безпеку, яку відчувають страшні люди, що прирекли себе на життя в цьому фантастичному світі. Всі ці незліченні пам'ятники гордині, ласолюбства, благочестя і слави висловлюють, не дивлячись на начебто різноманіття, одну-єдину ідею, яка панує тут над усім, - це війна, що живиться вічним страхом. Кремль, безперечно, є творіння істоти надлюдської. Слава, що виникла з рабства, - алегорія вираження цим сатанинським пам'ятників зодчества. Хоча кожна вежа, кожна окрема деталь має свою індивідуальність, вони всі говорить про одне й те ж: про страх, озброєний до зубів. Жити в Кремлі - це, значить, не жити, а оборонятися. Гніт породжує обурення, обурення породжує запобіжні заходи, останні, в свою чергу, збільшують небезпеку повстання. З цього довгого ланцюга причин і наслідків, дій і протидій виникло чудовисько - деспотизм, який побудував для себе в центрі Москви лігво - Кремль». |
| Астольф де Кюстін: «У Росії з усього роблять таємницю». «Всі займаються тут шпигунством з любові до мистецтва, навіть не розраховуючи на винагороду». «При спогляданні зусиль, з якими тут намагаються знищити пам'ять про минуле, я дивуюся, що ще зберігають дещо». Основа цього — брехня, а разом з нею і боязнь правди. «До цього часу я думав, що істина потрібна людині як повітря, як сонце. Подорож по Росії мене переконала в протилежному. Брехати тут — означає охороняти престол, говорити правду — означає руйнувати основи». «Вся Росія — один суцільний обман». «Тут є все, не вистачає тільки свободи». |